# Melamera
Melamera là một chi bướm đêm thuộc họ Noctuidae.